# 이현숙 (전라북도의원)
이현숙(李玄淑, 1964년 6월 19일 ~ )은 대한민국의 제10대 전라북도의원이었다.

## 학력
- 1983.03 ~ 1986.02 단국대학교 섬유공학과 3학년 제적

## 경력
- 1996 과천어린이집 원장
- 1998 ~ 2000 여성노조 전북지역 초대 사무장
- 2000 여성노조 산하 지역아동센터 원장
- 2004 한우리독서논술 지도사 활동
- 2012 통합진보당 전북도당 익산시 지역위원회 부위원장
- 2014.07 ~ 2014.12 제10대 전라북도의회 의원
- 2014.07 ~ 2014.12 제10대 전라북도의회 전반기 운영위원회 위원
- 2014.07 ~ 2014.12 제10대 전라북도의회 전반기 환경복지위원회 위원
- 2014.11 ~ 2014.11 제10대 전라북도의회 운영위원회 행정사무감사 위원
- 2014.11 ~ 2014.12 제10대 전라북도의회 환경복지위원회 행정사무감사 위원
- 2014.12.22 통합진보당 해산, 의원직 상실
- 2015.11.30 의원직 복귀
- 2015.11 ~ 2018.06 제10대 전라북도의회 의원
- 2015.11 ~ 2016.07 제10대 전라북도의회 전반기 환경복지위원회 위원
- 2016.07 ~ 2018.06 제10대 전라북도의회 후반기 산업경제위원회 위원
- 2016.07 ~ 2018.06 제10대 전라북도의회 후반기 예산결산특별위원회 위원
- 2016.11 ~ 2016.11 제10대 전라북도의회 산업경제위원회 행정사무감사 위원
- 2017.11 ~ 2017.11 제10대 전라북도의회 산업경제위원회 행정사무감사 위원
- 2017.11 ~ 2020.06 민중당 전북도당 공동위원장

## 역대 선거 결과
|  | 8.31% |

|  | 9.49% |